# Megalogomphus hannyngtoni
Megalogomphus hannyngtoni – gatunek ważki z rodziny gadziogłówkowatych (Gomphidae).